# Musée rhénan de Trèves

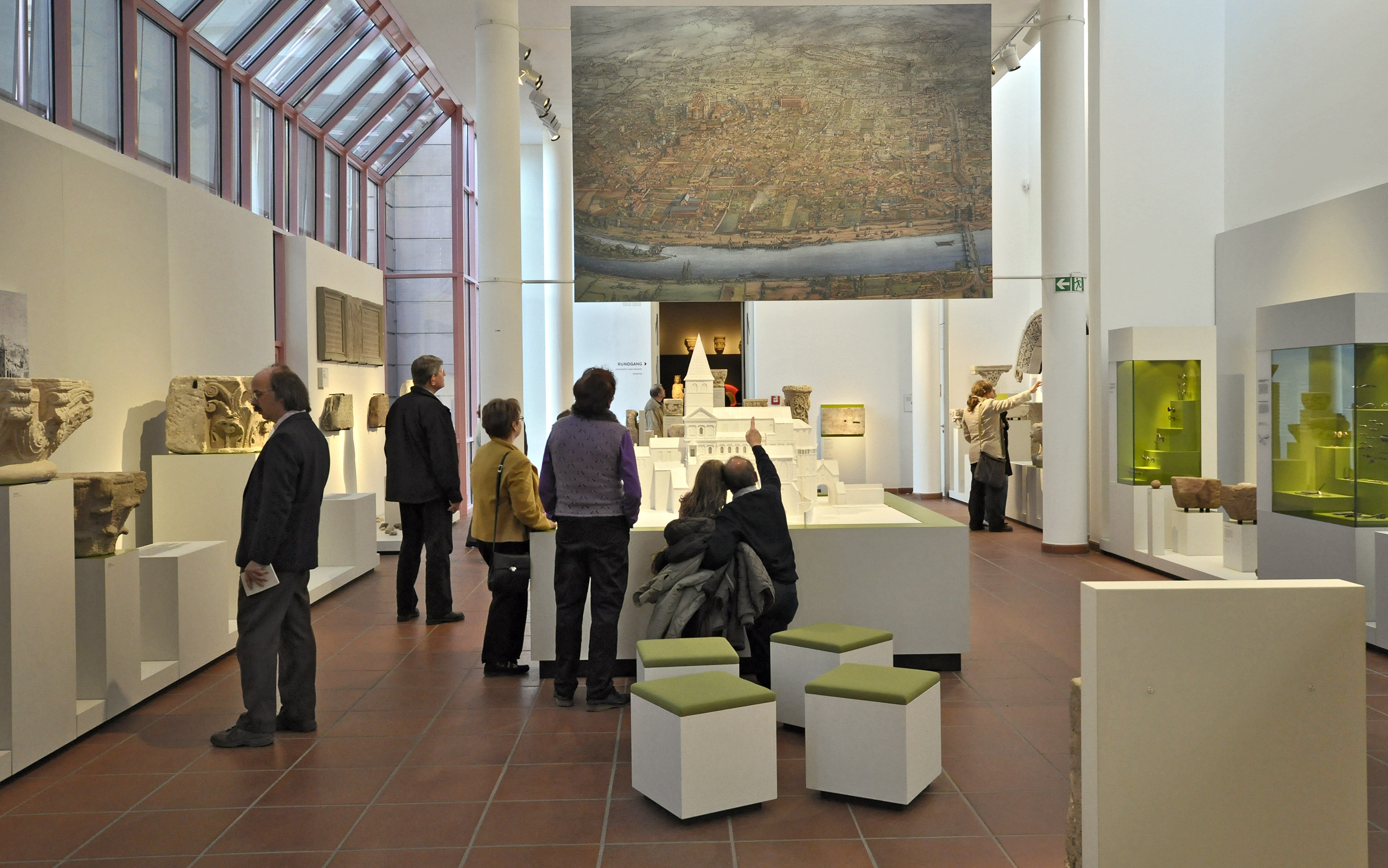
Exposition L’Après-Rome

Le Musée rhénan de Trèves est l'un des principaux musée archéologiques d'Allemagne. Ses collections s'étendent de la Préhistoire au Baroque en passant par l'occupation romaine et le Moyen Âge ; mais c'est surtout au passé romain de la plus vieille ville d'Allemagne (Augusta Treverorum) que se consacre cet établissement.

## Histoire et missions

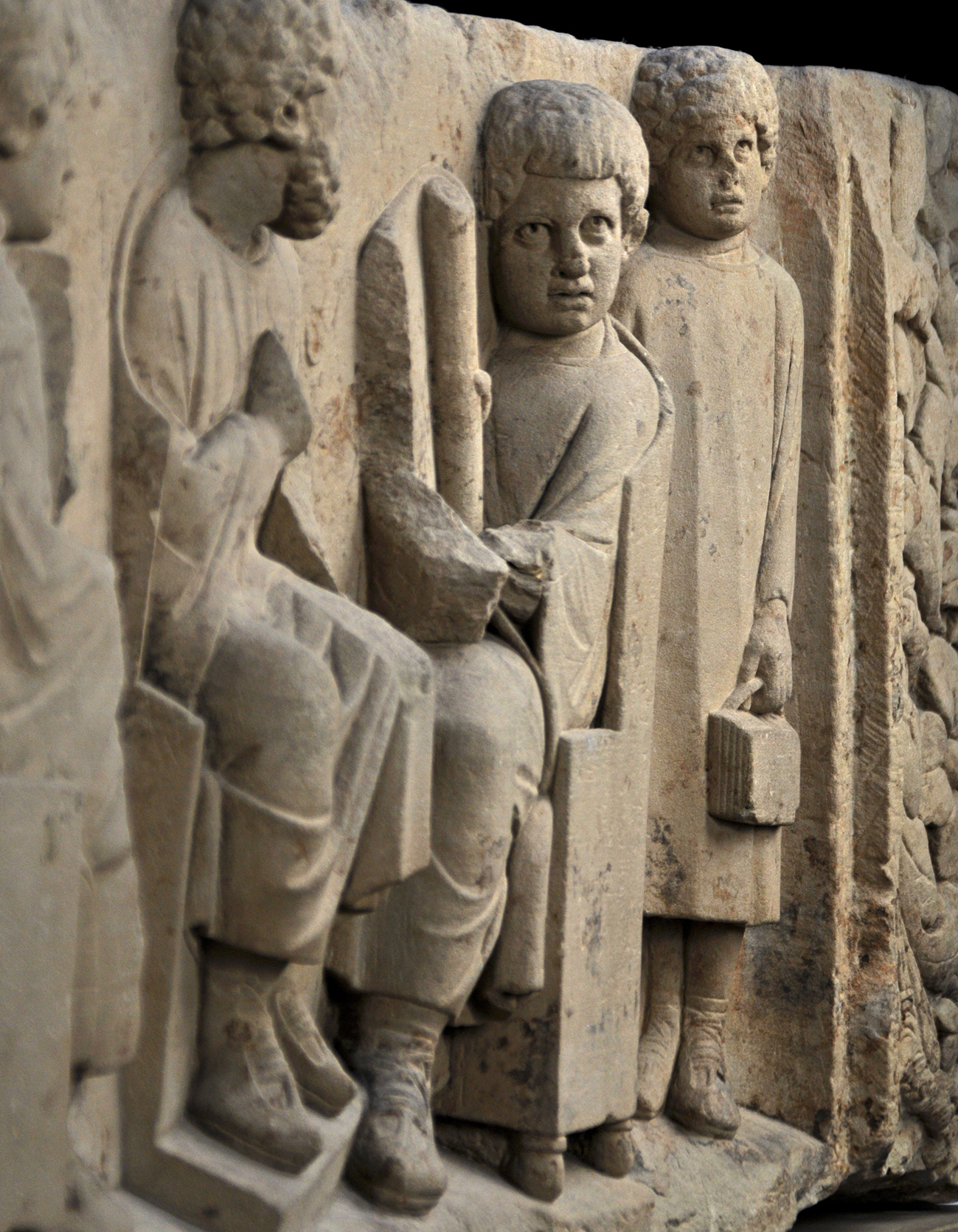
Bas-relief représentant une scène d'école.

Le musée a été fondé en 1877 comme « Musée provincial de Rhénanie prussienne », en même temps que le Musée rhénan de Bonn ; par la suite, il a été rebaptisé Association provinciale de Rhénanie. En 1946, le musée a été confié à la garde du Land de Rhénanie-Palatinat. Depuis le 1er mars 2008, il dépend de la  Direction culturelle du patrimoine de Rhénanie-Palatinat.
La mission essentielle du musée est la conservation muséographique, ce qui explique que la plupart de ses collections viennent de fouilles archéologiques. Les plus de 10 000 vestiges recensés proviennent d'un territoire de plus de 5 700 km2, qui comprend, outre l'agglomération de Trèves, les arrondissements voisins de Birkenfeld, de Bernkastel-Wittlich, d’Eifel-Bitburg-Prüm, de Trèves-Sarrebourg et de l’Eifel volcanique. Deux revues scientifiques et une collection de monographies (Schriftenreihe des Rheinischen Landesmuseums Trier) sont consacrées aux résultats des fouilles archéologiques.

## Les expositions
Les quelque 4 000 m2 du musée accueillent des expositions permanentes consacrées à la Préhistoire, l'époque romaine, le Moyen Âge et la Renaissance. Le musée est unique de par les vestiges de la colonie romaine de Trèves, qui fut d'abord un palais impérial de l'Antiquité tardive et l'une des places les plus importantes de l'Empire romain.
En 2009, puis en 2011, le musée a été réorganisé et propose depuis un parcours guidé à travers l'histoire de Trèves et sa région, en commençant par les premiers hommes, il y a plus de 200 000 ans. Outils de pierre taillée, vestiges de l'âge du bronze et tombes princières celtiques emportent les visiteurs dans un lointain passé.
Parmi les vestiges d'époque romaine, on peut voir les pieux de fondation du pont romain de Trèves, dont l'examen dendrochronologique a permis de certifier que Trèves était bien la première colonie romaine de Germanie, puisqu'elle remonte aux années 18-17 av. J.-C.. Sa position stratégique et économique favorable lui a assuré une rapide prospérité. Témoignent de cette époque florissante, entre autres, la plus importante collections de mosaïques du nord des Alpes, les vestiges de la vie quotidienne à l'époque romaine et les stèles funéraires monumentales, dont la célèbre « pinardière de Neumagen » ou le « bas-relief des écoliers. »
Les vestiges retrouvés dans les dépotoirs de l'époque des Grandes invasions montrent une transition rapide de la ville vers l'âge médiéval ; les anciens vitraux de la cathédrale de Trèves reflètent l'importance des communautés ecclésiastiques et des chanoines. Le parcours historique s'achève sur le faste des derniers princes électeurs.
2 000 m2 de salle sont réservés aux expositions temporaires. Les plus réussies ces dernières années ont été l'exposition sur Constantin le Grand (2007) et « La beauté dans l’Égypte ancienne » (2009).

## Collections

### Préhistoire

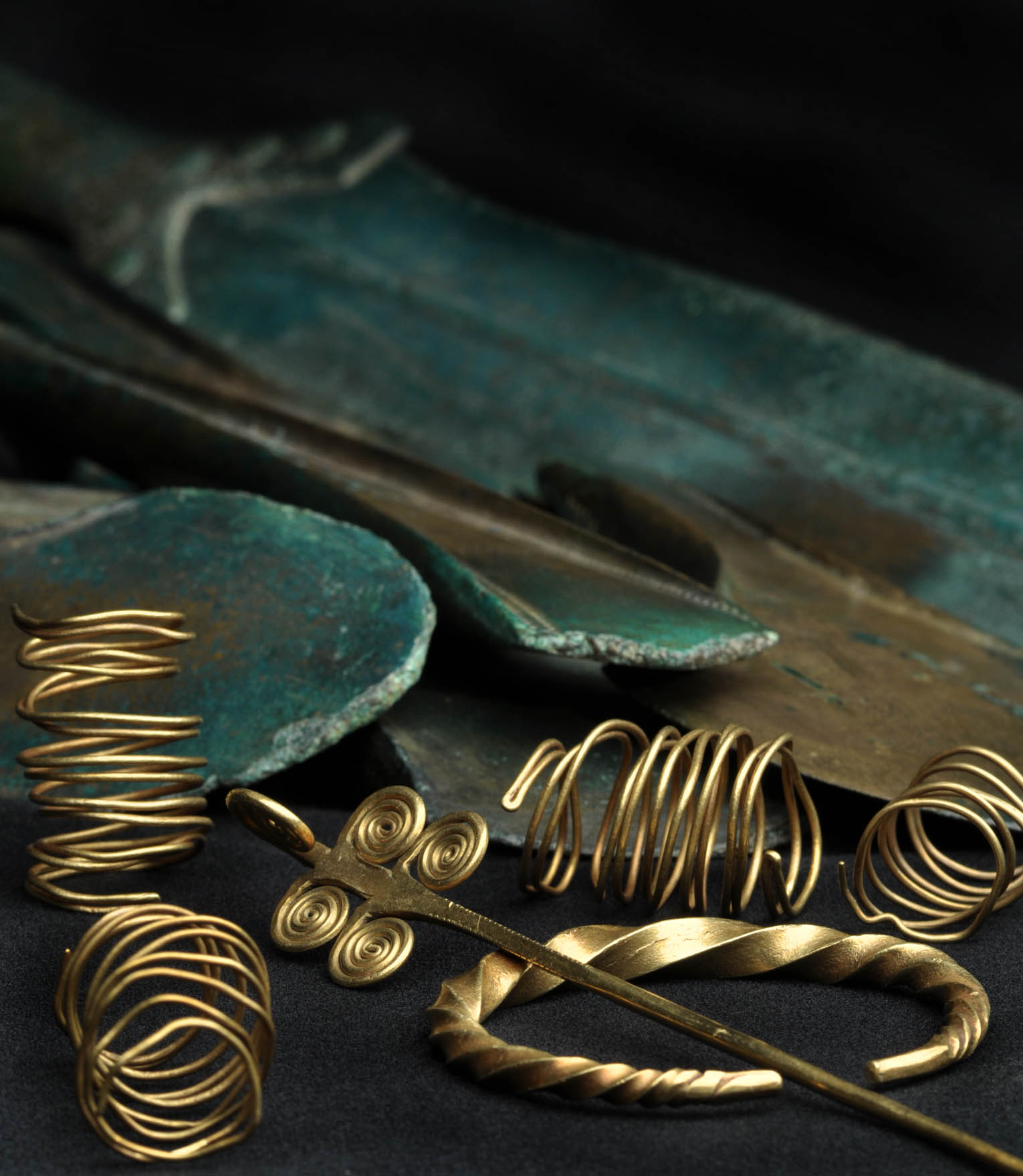
Trésor de Trassem, âge du bronze.

#### Trésor de Trassem
C'est là un vestige remarquable de l’âge du bronze : il se compose d’un bracelet et d’une épingle en or, de bracelets d’or en spirale d’un glaive et d’une lame de hache en bronze, cachés entre des moellons ; l’ensemble remonte à 3600 ans environ.
On estime qu’il s’agit soit d'une offrande aux dieux, soit d’artefacts psychopompes. Les découvertes d’ustensiles métalliques de l’âge du bronze étant plutôt rares dans cette région, ce trésor apparaît comme un précieux témoignage de la culture matérielle de cette partie de l’Europe.

### Période romaine

#### Trésor romain de Trèves
La collection de monnaies du musée est l'une des plus grandes collections numismatiques d'Allemagne. Le clou de cette collection est le trésor romain de Trèves, retrouvé le 9 septembre 1993 lors des terrassements pour la construction d'un parking souterrain, non loin du pont romain. Il se compose de 2 558 pièces d'or romaines, un record à ce jour.

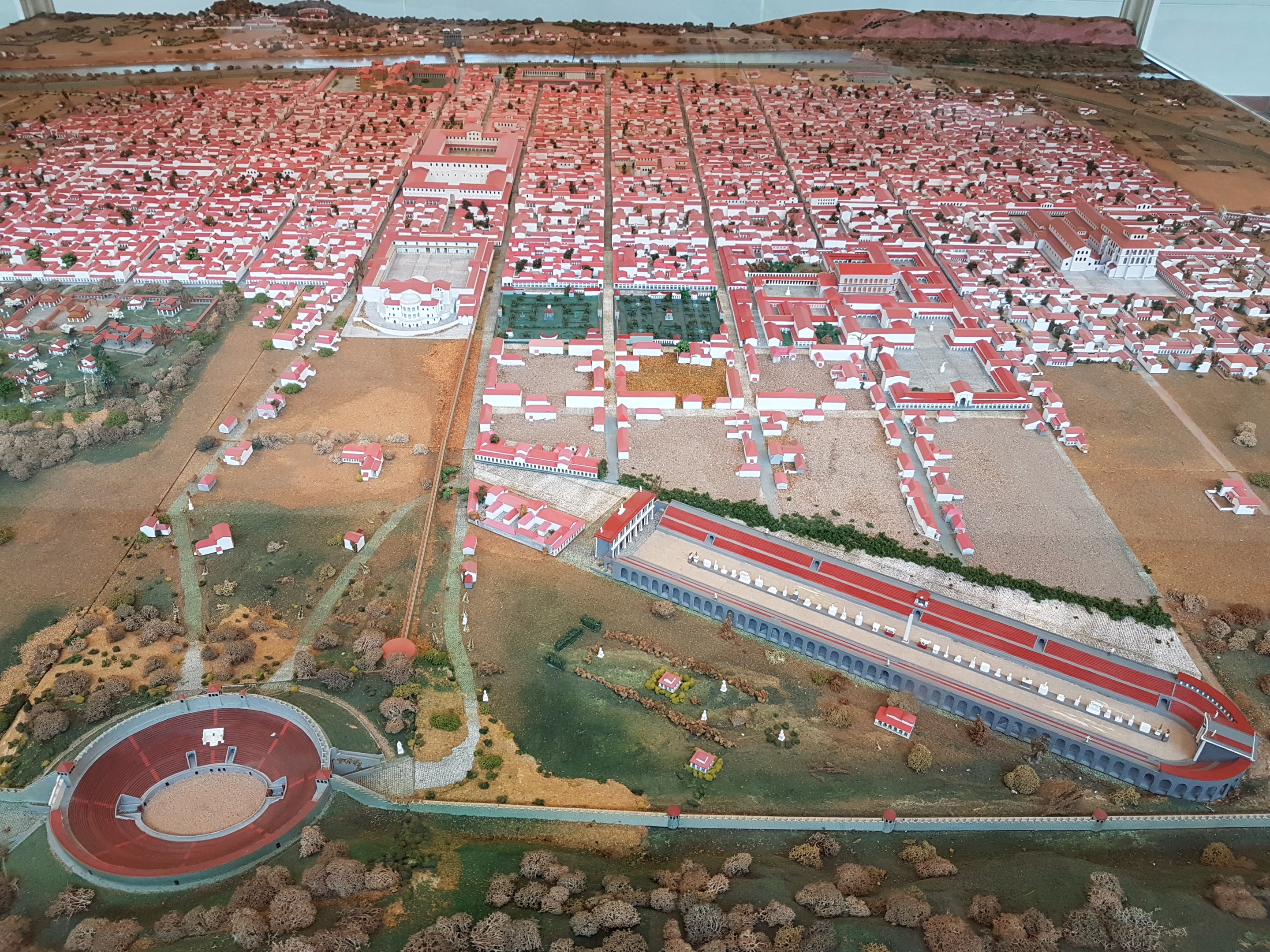
Maquette d'Augusta Treverorum
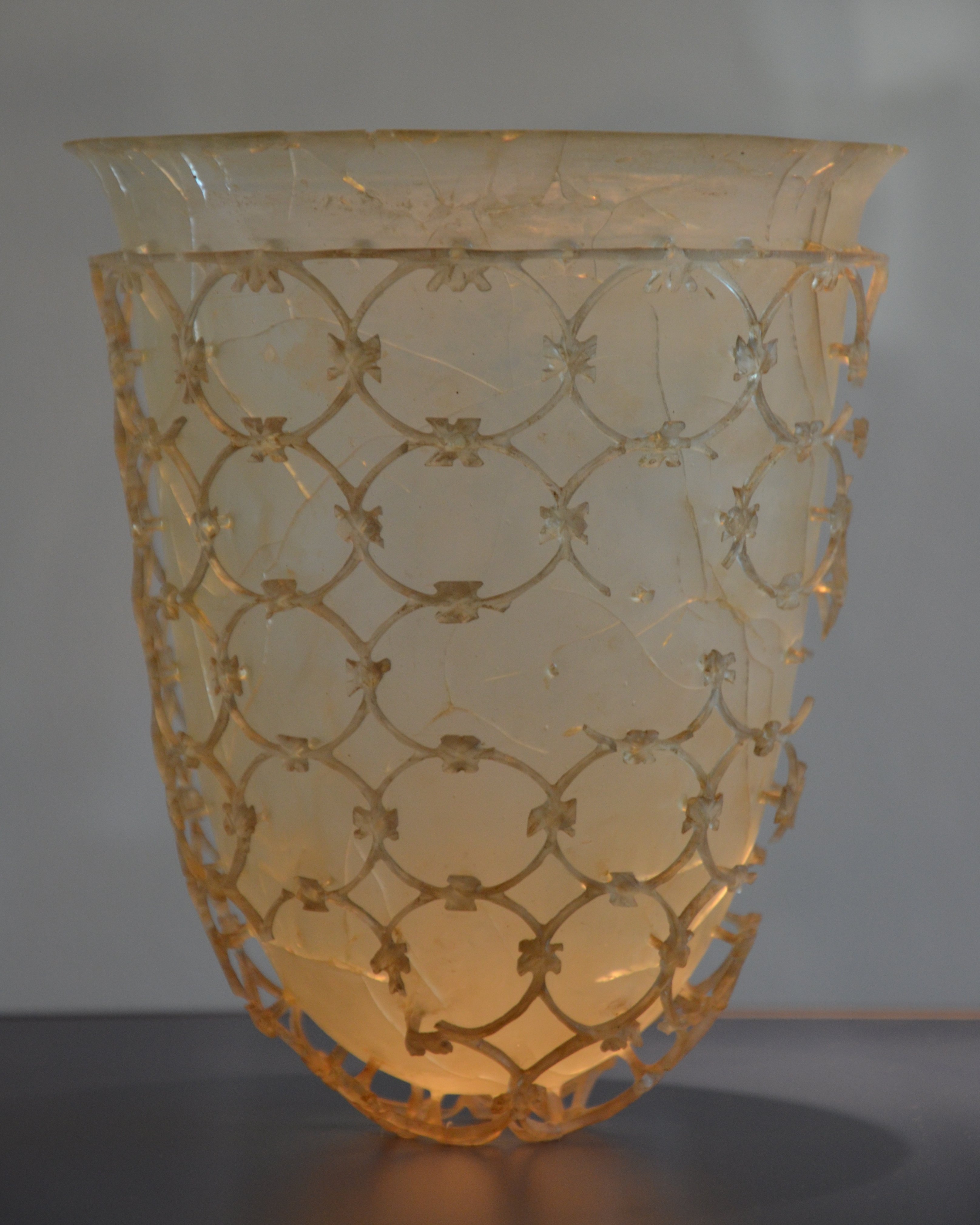
Coupe diatrète
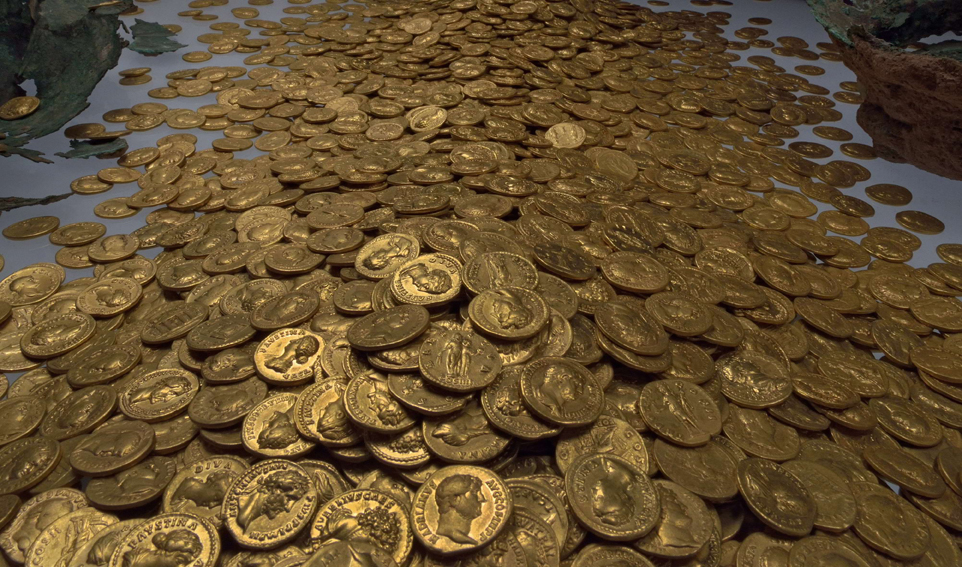
Trésor monétaire de Trèves

#### Pinardier de Neumagen

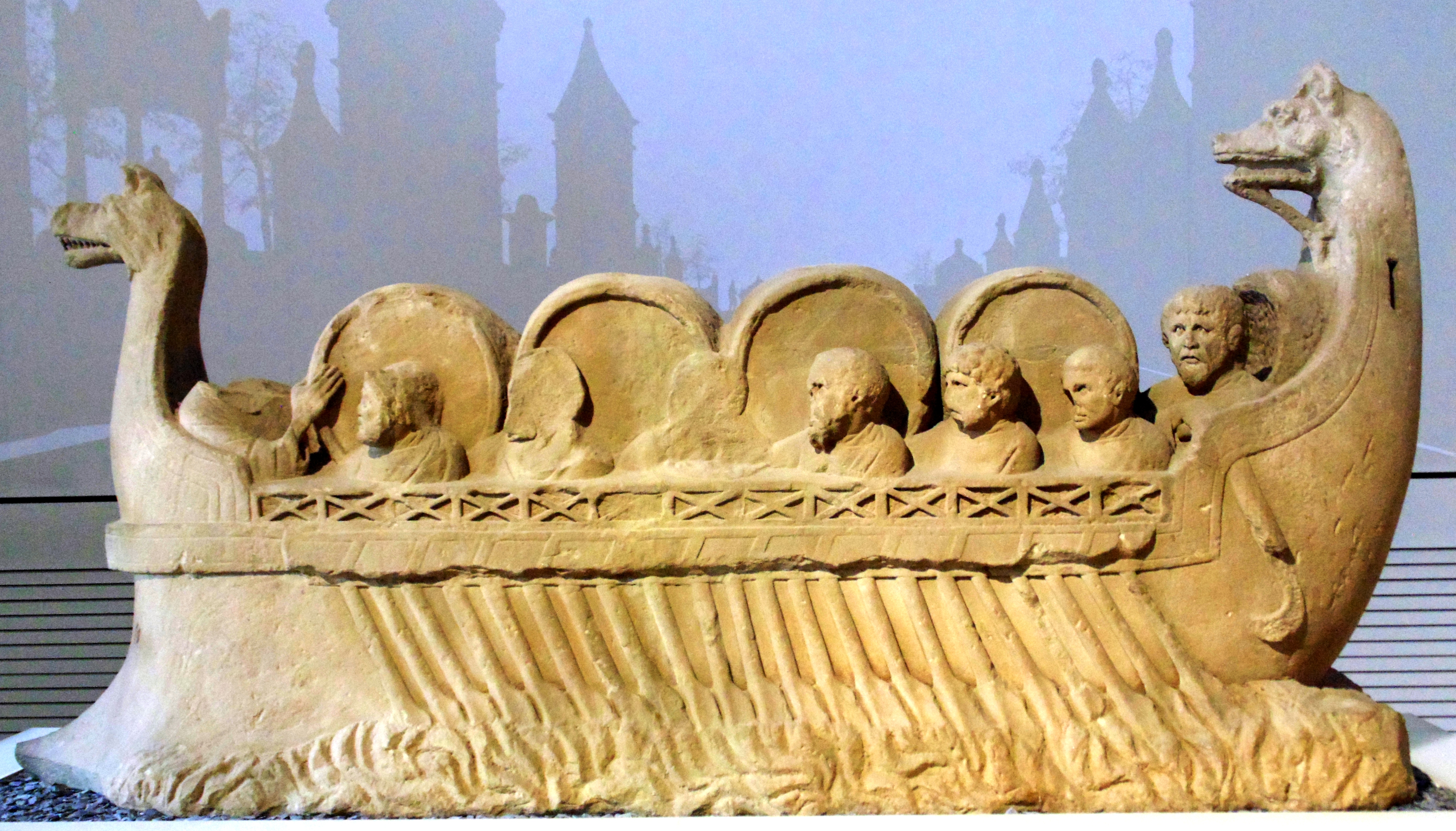
Le « pinardier de Neumagen ».

Le pinardier de Neumagen est une sculpture qui ornait la pierre tombale d'un négociant romain des années 220 ap. J.-C.
Il a été dégagé en 1878 à Neumagen-Dhron, où il avait été réemployé pour les fondations d'un fort au début des grandes invasions. Il est considéré comme le symbole de la prospérité du commerce du vin en vallée de Moselle.

#### Mosaïques
Le musée régional possède plusieurs mosaïques magnifiques, le plus souvent complètes, comme celle de l'aurige Polydus et son char tiré par quatre chevaux, brandissant le trophée du vainqueur : le nom de son cheval champion, Compressor, a été immortalisé sur cette mosaïque du IIIe siècle, qui ornait une maison rasée au IVe siècle pour la construction des thermes impériaux.

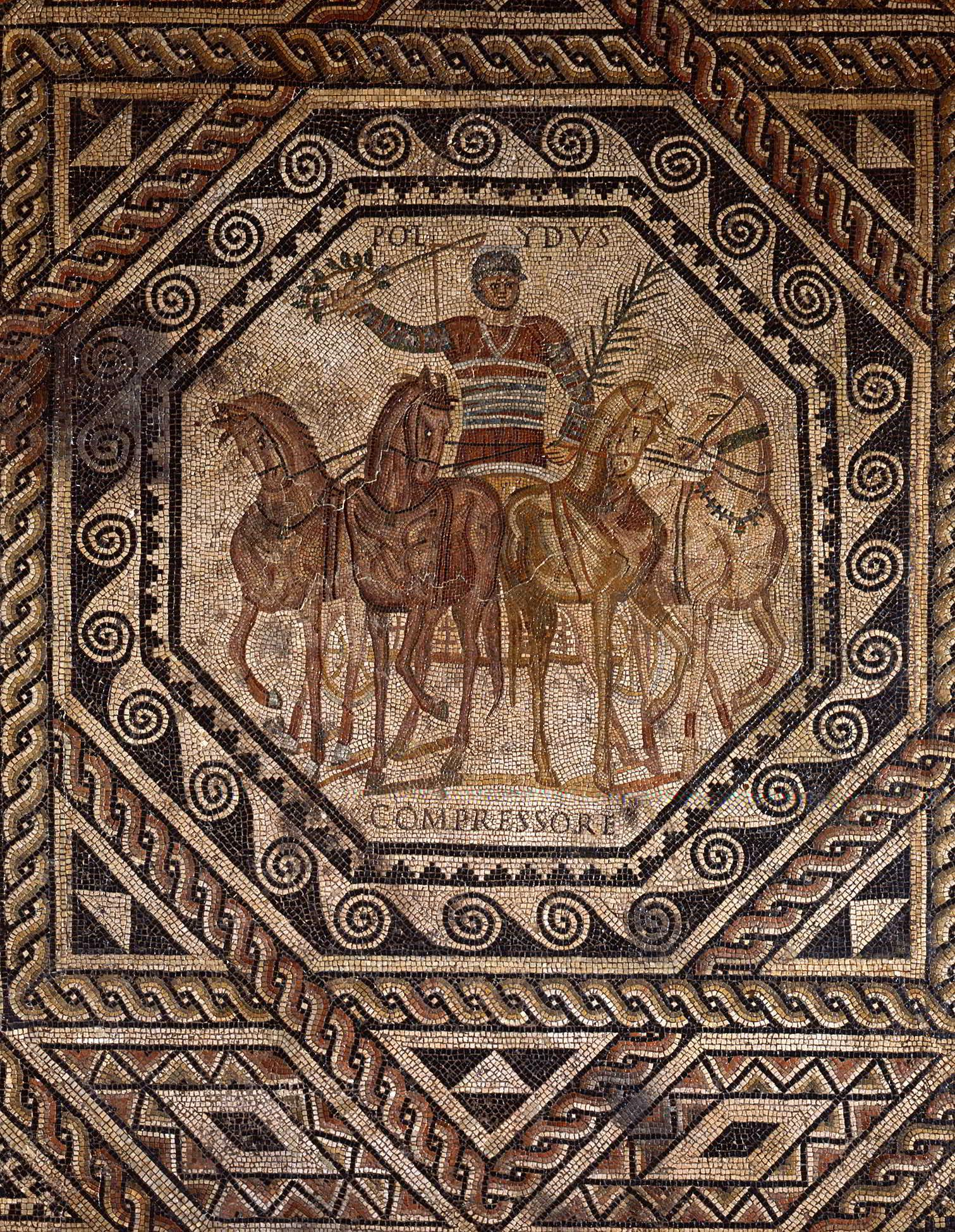
Mosaïque de Polydos
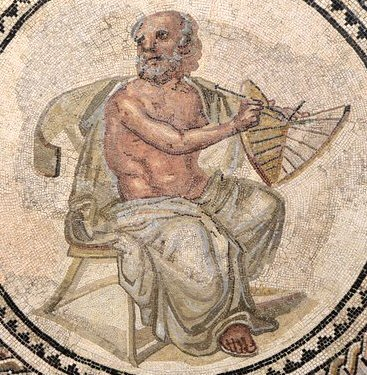
Mosaïque d'Anaximandre
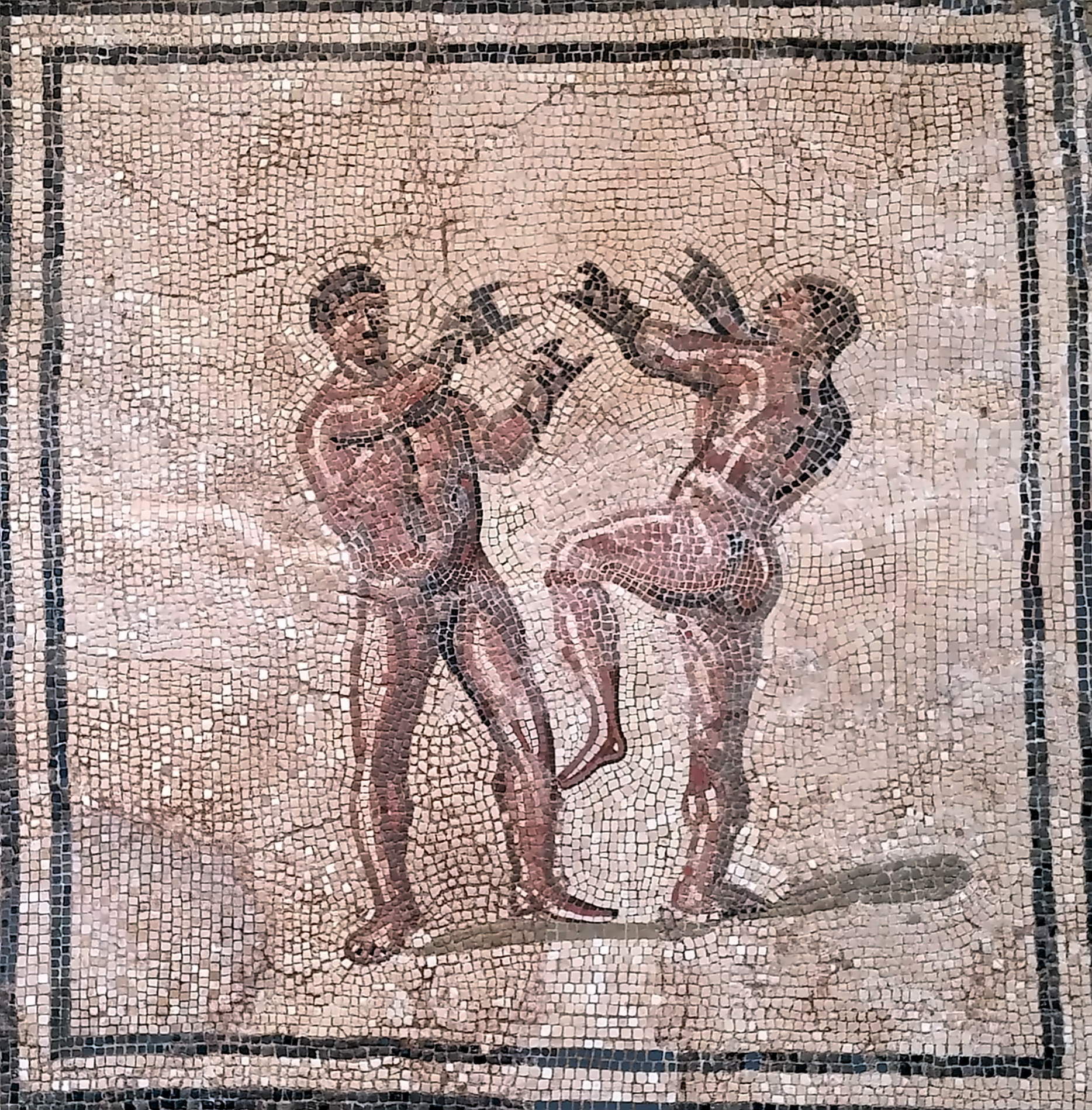
Mosaïque des boxeurs

## Bibliothèque du musée
La bibliothèque du musée est consacrée à l'archéologie, l'histoire de l'art, la numismatique et l'histoire régionale. Elle compte plus de 100 000 volumes.

### Études sur les collections du musée
- Wolfgang Binsfeld, Karin Goethert-Polaschek et Lothar Schwinden, Katalog der römischen Steindenkmäler des Rheinischen Landesmuseums Trier. Corpus signorum Imperii Romani, vol. 4.3 : Trier und Trierer Land., Mayence, Zabern, coll. « Trierer Grabungen und Forschungen 12 », 1988 (ISBN 3-8053-0286-X).
- Antje Krug, Römische Gemmen im Rheinischen Landesmuseum Trier., Trèves, coll. « Schriftenreihe des Rheinischen Landesmuseums Trier 10 », 1995, 72 p. (ISBN 978-3-923319-32-9).
- Bernd Bienert, Die römischen Bronzegefäße im Rheinischen Landesmuseum Trier., Trèves, coll. « Trierer Zeitschrift – Beiheft 31 », 2007, 287 p. (ISBN 978-3-923319-69-5)
- (de) Karl-Josef Gilles, Der römische Goldmünzschatz aus der Feldstraße in Trier, Trèves, Rheinisches Landesmuseum Trier, coll. « Trierer Zeitschrift – Beiheft 34 », 2013, 269 p. (ISBN 978-3-923319-82-4).
- (de) Karl-Josef Gilles, Das Münzkabinett im Rheinischen Landesmuseum Trier. Ein Überblick zur trierischen Münzgeschichte., Trèves, Rheinisches Landesmuseum, coll. « Schriftenreihe des Rheinischen Landesmuseums Trier 13 », 1996, 71 p. (ISBN 978-3-923319-36-7).
- Karin Goethert, Römische Lampen und Leuchter. Auswahlkatalog des Rheinischen Landesmuseums Trier, Trèves, coll. « Schriftenreihe des Rheinischen Landesmuseums Trier 14 », 1997, 217 p. (ISBN 978-3-923319-38-1)
- Peter Hoffmann, Römische Mosaike im Rheinischen Landesmuseum Trier. Führer zur Dauerausstellung, Trèves, coll. « Schriftenreihe des Rheinischen Landesmuseums Trier 16 », 1999 (ISBN 3-923319-44-4)
- Martina Minas-Nerpel et Günther Sigmund, Eine Ägypterin in Trier. Die ägyptische Mumie und der Sarg im Rheinischen Landesmuseum Trier. Ägyptologische und medizinische Forschung, Trèves, coll. « Schriftenreihe des Rheinischen Landesmuseums Trier 26 », 2003, avec une note sur la transmission des vestiges de Jürgen Merten (ISBN 978-3-923319-53-4).